# Cadre spatio-temporel
Le cadre spatio-temporel est, en littérature, un des concepts centraux autour desquels se bâtit un récit.

## La temporalité
William Grossin distingue, dans le chapitre 2 de son ouvrage, Pour une science des temps, Introduction à l’écologie temporelle, un « assemblage de plusieurs temps » (p. 40) rattaché à deux principaux substrats : le premier est la temporalité objective, « qui vise à rendre compte des contours des temps qui définissent les activités observées » ; le second est subjectif, « vise à rendre compte de la substance des temps qui y sont enfermés ». transposées à la littérature, la « temporalité objective » désigne les marqueurs temporels explicites (dates, chronologie, chronométrie, temps grammaticaux, et cætera), tandis que la « temporalité subjective » rend compte – par commensuration avec la « temporalité objective » – des altérations du temps perçu. Le cadre temporel ne pourrait exister sans la coexistence de ces multiples temporalités. C’est pourquoi, « le milieu temporel doit se comprendre comme un milieu environnemental, constitué d’un "assemblage de plusieurs temps" (p. 40) » : le cadre temporel d’un récit, c’est in fine au moins la coexistence d’une temporalité narrative, aussi nommée temps de l’énonciation (temps dans lequel se déroule l’intrigue), et d’une temporalité grammaticale, parfois appelée temps de l’énoncé (dans laquelle les actions évoluent), dans lesquelles coexistent une temporalité objective d’une part, et subjective d’autre part, qui donnent naissance au cadre temporel par commensuration.

### La temporalité objective
La temporalité objective désigne les marqueurs temporels explicites : chronologie, chronométrie, temps grammaticaux, et cætera. 

#### La chronologie
Préciser la temporalité objective d’un texte est, en règle générale, l’une des fonctions de l’incipit. Ainsi, les premières pages d’un récit mettent souvent en place une chronologie, fictive ou non. Certains genres littéraires réglementent la temporalité d’un récit (cf. règle des trois unités).
La chronologie d’un récit est souvent située avec précision (jour, mois, année, parfois même l’heure). Les événements se déroulent ensuite linéairement. Mais cette linéarité du récit peut être mise en défaut par de multiples figures de style :
-         Analepse (en narratologie, retour sur un événement antérieur au récit en cours) ;
-         Prolepse (en narratologie, mentionner des événements futurs de l’intrigue) ;
-         Ellipse narrative (en narratologie, accélération du récit, « trois jours plus tard ») ;

### Les temps verbaux et leurs usages narratifs
Lors de son apogée réaliste , au XIXe siècle, le roman s'est voulu procès-verbal du monde dont il parle : le romancier se contentant alors de rapporter les événements comme ils eussent (censément) dû se produire. Pour mener à bien un tel projet, les écrivains réalistes pouvaient tabler sur une tradition narrative efficace, avérée depuis le XVIIe siècle. « Au fondement du système canonique du récit classique » (Molino et Lafhail-Molino 2003, p.255), on trouve une constellation de temps verbaux dont les deux pivots sont le passé simple et l'imparfait.
Les récits du XXe siècle, en renouvelant le genre romanesque, bouleverseront profondément ce système temporel, par l'introduction du passé composé d'abord, puis par l'usage de plus en plus fréquent du présent. En un siècle, le système temporel des récits a changé du tout au tout. Le passé simple, « cette pierre d'angle du récit », selon la formule de Roland Barthes (1972, p.27) n'est plus utilisé que de façon résiduelle ; et c'est le présent, dont l'emploi a été systématisé dans les années cinquante par le Nouveau Roman, qui est en passe de devenir aujourd'hui le temps romanesque hégémonique, celui que les romanciers utilisent par défaut.

## La notion d'espace
Le cadre spatial fait partie des éléments chronotropes d’un texte (« chronotrope , adj.« Qui modifie la fréquence, la régularité d'un rythme » (Juillet 1965, Méd. Biol. t. 3 1972). ». Il peut être utilisé afin de donner un effet de réel au récit, donnant une atmosphère palpable à l’action racontée, permettant au lecteur d’imaginer un cadre précis à l’histoire, de se créer une illusion référentielle. Il faut cependant savoir le ‘’manier’’ avec précision au risque de créer des contradictions s’il ne suit pas la logique du cadre temporel (que ce soit par des expressions ou des changements de temps verbaux). Le manque de détails pourrait même suspendre les personnages dans un espace qui ne peut s’insérer dans aucun contexte. Car situer un récit ne se restreint pas seulement à une heure, une date, une époque mais se décrit également avec une saison, un moment précis, une ambiance, un cadre, un élément de décor, des détails aussi petits soient-ils. L’enjeu principal, c’est la profondeur du questionnement qui constitue le fil conducteur d’un texte,.
Mais le cadre spatial ne sert pas seulement à situer l’action, il peut également amorcer le récit, comme dans les synopsis de films où le lieu est annoncé juste avant que l’action ne débute, qu’un personnage soit présenté :
« À Harlem, dans les années 50. Jackson, employé modèle d’une entreprise de pompes funèbres, résiste à toutes les tentations. Pur et dévot, il s’accorde cependant chaque année une distraction : le bal des croque-morts. C’est là qu’il fait la connaissance d’Isabelle, une splendide jeune femme dont il s’éprend éperdument. » (Rage in Harlem, Chester Himes)
Pour définir la notion d'espace, certains outils grammaticaux sont indispensables : des compléments circonstanciels, des connecteurs logiques, des champs lexicaux, des indicateurs de lieu (noms de pays, de ville, de région, etc.). Il est aussi possible d’avoir recours à la description qu’il faut soigner (ordre des éléments décrits, temps utilisés, balayage visuel), à des figures de styles comme la comparaison ou la métaphore.
Il s’organise et est guidé par trois idées principales : 
1. Sa fonction : il permet de projeter les personnages dans une intrigue pour qu’ils puissent s’y développer, il est aussi possible de créer une relation symbolique entre un espace et un personnage particulier.
2. Sa représentation : la manière dont il est construit dans et par le texte : s’il est développé ou juste évoqué comme dans le conte La Main[13] : la représentation de l’espace y est presque absente et la seule information que le lecteur possède est que l’action se déroule près d’une cheminée : « M.Bermutier, debout, le dos à la cheminée...». Il doit donc fabriquer sa propre image de l’espace et peut s’imaginer qu’il se trouve dans un salon par exemple. La description d’un espace peut être statique, dynamique, panoramique, fragmentaire.
3. Son organisation : les possibilités d’organisation de l’espace sont analogues et dépendent de l’aspect concret du texte et de sa dichotomie : clos/ouvert ; dedans/dehors ; centre/périphérie ; ville/campagne ; espace réel/espacé rêvé.